# Давіташвілі Коба Романович
Ко́ба Рома́нович Давіташві́лі (груз. კობა დავითაშვილი; 31 липня 1971, Тбілісі — 2 грудня 2020, там само) — грузинський політик, лідер опозиційної (до Саакашвілі) політичної сили «Партія народу».

## Біографія
Народився 31 липня 1971 року в Тбілісі. У 1993 році закінчив факультет міжнародного права і відносин Тбіліського державного університету, та в тому ж році Вищу школу бізнесу Тбіліського державного університету.
У 1992—1993 рр. працював у юридичному відділенні ЦВК Грузії, в 1993 р. — держрадником апарату Президента Грузії.
У 1993 р. брав участь в бойових діях в Очамчирському районі в Абхазії — командиром взводу управління другого дивізіону першого артилерійського полку.
У 1994 р. — юрист юридичного управління Палати контролю, в 1994—1995 рр. провідний спеціаліст апарату Парламенту Грузії.
У 1995—1996 рр. — заступник начальника юридичного відділення ЦВК.
В 1996 р. — начальник відділення експертизи та візування законопроєктів при юридичному комітеті апарату парламенту, в тому ж році — начальник апарату комітету парламенту з конституційних юридичних питань та законності.
У 1996—1998 рр. — адвокат, директор аудиторської фірми.
В 1998 р. — член Сакребуло Тбілісі, голова комітету з юридичних питань та прав людини Сакребуло.
Депутат Парламенту Грузії скликання 1999–2003 і 2004–2008 років. У 2012 році, він потрапив до законодавчого органу країни за списками коаліції «Грузинська мрія», але згодом залишив парламентську більшість і перейшов до опозиції. У 2013 році балотувався на пост президента Грузії, набравши 0,6 % голосів.
Помер вранці 2 грудня 2020 року через поліорганну недостатність. У 2017 році у нього було діагностована хвороба Бехтерєва. За словами Давіташвілі це рідкісне захворювання у нього розвинулося внаслідок отриманих у листопаді 2007 року травм. Тоді після розгону акції опозиції Давіташвілі опинився у шпиталі побитим.

## Політичні партії
- У 1990–1991 був членом партії «Дасі»
- У 1992 — «Соціал-демократичної партії», в тому ж році — член Об'єднаної республіканської партії.
- У 1994 р. — член правління Асоціації молодих юристів Грузії.
- У 2005 р. був головою Консервативної партії.
- З 2007 р. — голова «Партії народу».

## Політична діяльність
У 2000–2003 рр. Давіташвілі був разом із Саакашвілі в опозиції до Едуарда Шеварднадзе. У листопаді 2003 р. брав активну участь у «революції троянд». Через кілька місяців після приходу до влади Михайла Саакашвілі (який був обраний Президентом в січні 2004 р.), Коба Давіаташвілі пішов до нього в опозицію. Пізніше Давіташвілі заявляв, що влада Саакашвілі пропонувала йому зайняти високі пости (Генпрокурора, міністра оборони тощо) в обмін на його відмову від опозиційної діяльності, але Давіташвілі заявляв, що він відмовився від цих пропозицій. Давіташвілі активно брав участь в акціях опозиції в 2007—2009 рр. з вимогами відставки Саакашвілі.
1 липня 2005 р. після заворушень у Тбілісі після арешту відомих спортсменів Олександра Давіташвілі і Георгія Ревалішвілі за здирництво, Коба Давіташвілі спровокував бійку в Парламенті Грузії. Він звинуватив голову МВС Вано Мірабішвілі у провокуванні заворушень, адресувавши своїм колегам із пропрезидентської більшості «нецензурні вислови». У результаті спалахнула бійка, кілька депутатів отримали травми.
8 листопада 2007 р. Коба Давіташвілі заявив журналістам, що 7 листопада «був побитий в Тбілісі сімома чоловіками в цивільному». Він припустив, що «це були переодягнені співробітники правоохоронних органів». За його словами вони насильно вивезли Давіташвілі в Горі, де помістили в реанімаційне відділення міськлікарні. Він сказав, що за допомогою санітара йому вдалося зв'язатися по телефону з тодішнім спікером парламенту Ніно Бурджанадзе, яка «дала вказівки» відпустити Давіташвілі.
19 лютого 2010 р. ЗМІ повідомили, що Коба Давіташвілі направив позов до Європейського суду з прав людини через цей інцидент. Він звинувачує владу Грузії «в порушенні Європейської конвенції з прав людини». У позові Давіташвілі просить керівництво Ради Європи захистити свободу слова в країні і можливість громадян висловлювати свою думку.
Представники влади в різні роки звинувачували Давіташвілі «в популізмі, у спробі ввести громадськість в оману, в частому переході з однієї партії в іншу, в частій зраді поглядів з тих чи інших політичних питань».
У жовтні 2006 р. на грузинському телебаченні показали плівку, на якій Коба Давіташвілі, на той час лідер Консервативної партії і член виборчого блоку республіканців і консерваторів, бере 20 000 доларів від одного члена партії в обмін на включення останнього в список кандидатів до Парламенту від Консервативної партії. З відеозапису, зробленого потайки членом Консервативної партії в травні, зрозуміло, що Давіташвілі обіцяв члену партії Аладдіну Мірзоєву третє місце в списку консерваторів в обмін на 150 000 доларів. На плівці зафіксовано, як він бере 20 000 доларів. За грузинськими законами, будь-які операції, що перевищують суму в 15 000 ларі (близько 8 623 доларів), повинні контролюватися Службою фінансового моніторингу, а пожертвування на користь політичних організацій не можуть перевищувати 30 000 ларі (близько 17 285 доларів).
У квітні 2010 р., під час візиту до Москви Коба Давіташвілі заявив, що збирається запропонувати російській стороні відновити територіальну цілісність Грузії і повернути їй контроль над зонами конфліктів, за відмову країни вступити до НАТО.

## Родина
У Коби Давіташвілі та його дружини Інги Біцадзе п'ятеро дітей (всі сини). В роки, коли Давіташвілі був соратником Саакашвілі, той хрестив одного з синів Давіташвілі.